# Friedrich Wilhelm Neumann (Slawist)

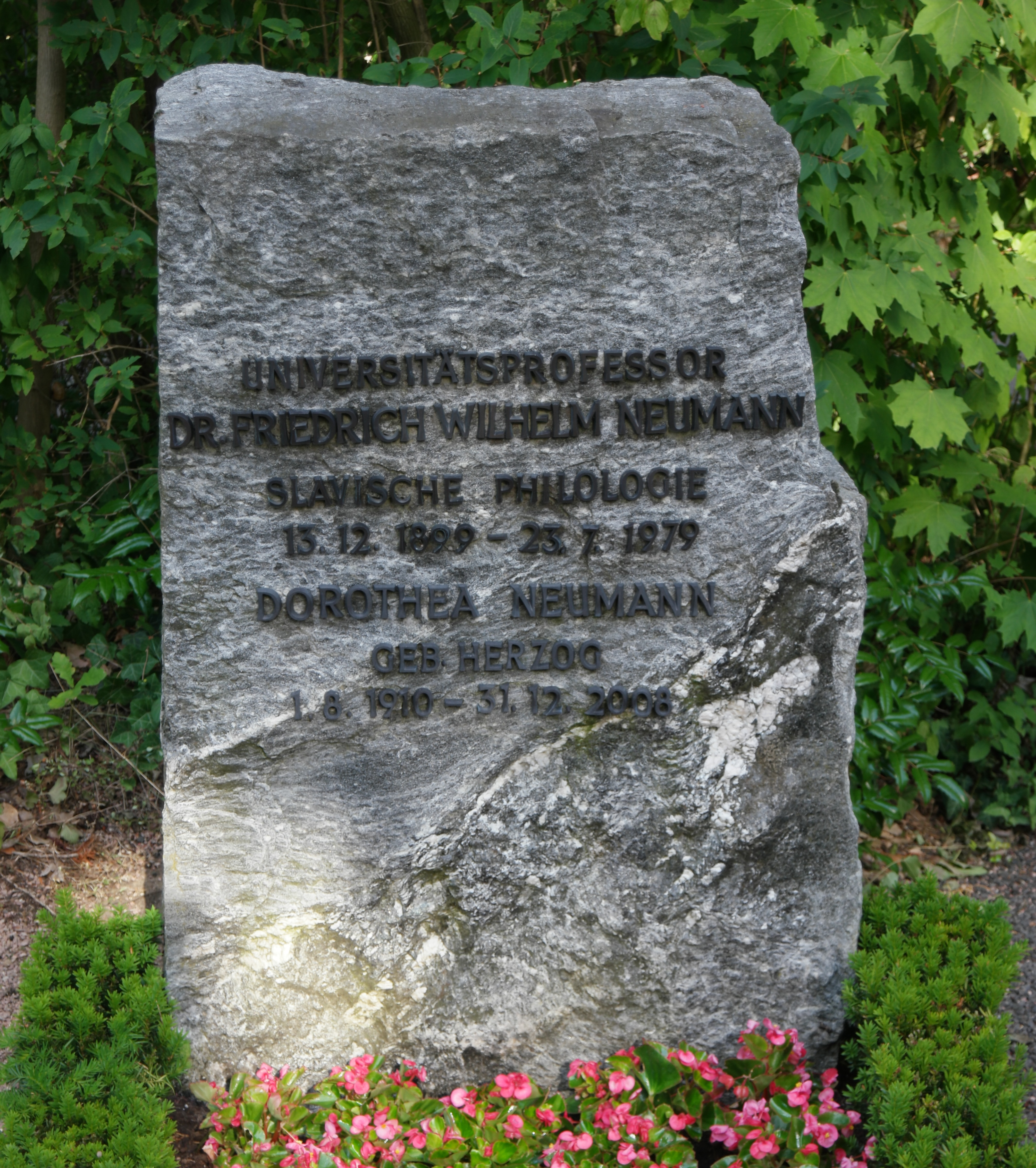
Grab von Friedrich Wilhelm Neumann auf dem Hauptfriedhof Mainz

Friedrich Wilhelm Neumann (* 13. Dezember 1899 in Sankt Petersburg; † 23. Juli 1979 in Mainz) war ein deutscher Slawist.
Er promovierte 1925 und war 1926 Assistent in Leipzig, 1933 Lektor an der Universität und Handelshochschule Königsberg. 1936 habilitierte er und war 1937 Dozent an der Universität Greifswald, ab 1945 in Hamburg, dort 1955 außerordentlicher Professor und 1957 ordentlicher Professor an der Universität Mainz.

## Schriften
- Geschichte der Russischen Ballade, 1937
- Studien zum polnischen frühreformartorischen Schrifttum, 1941
- Gončarovs Roman „Oblomov“, Wiesbaden. Steiner [in Komm.], 1974